# Amazaspes I Mamicônio
Amazaspes I Mamicônio (em latim: Amazaspes; em grego: Αμαζάσπης; romaniz.: Amazáspēs; em armênio: Համազասպ; romaniz.: Hamazasp; m. 432) foi membro da família Mamicônio e reteve a função de asparapetes, ou seja, comandante-em-chefe da Armênia entre 387-432. Se notabilizou por seu casamento com Isaacanus, filha do católico Isaque I.

## Nome
Amazaspes (Αμαζάσπης, Amazáspēs) ou Amazaspo (Amazaspus; Αμαζάσπος, Amazáspos) são as formas latina e grega do persa médio Hamazaspe (*Hamazāsp) que, em última análise, deriva do persa antigo Hamazaspa (Hamāzāspa). Embora a etimologia precisa de *Hamazāsp/Hamāzāspa permaneça sem solução, pode ser explicada através do avéstico *hamāza-, "colisão/confronto" + aspa-, "cavalo", ou seja, "aquele que possuía corcéis de guerra". Foi registrado em armênio (Համազասպ, Hamazasp) e georgiano (em georgiano: ამაზასპ, Amazasp’) como Hamazaspe.

## Biografia

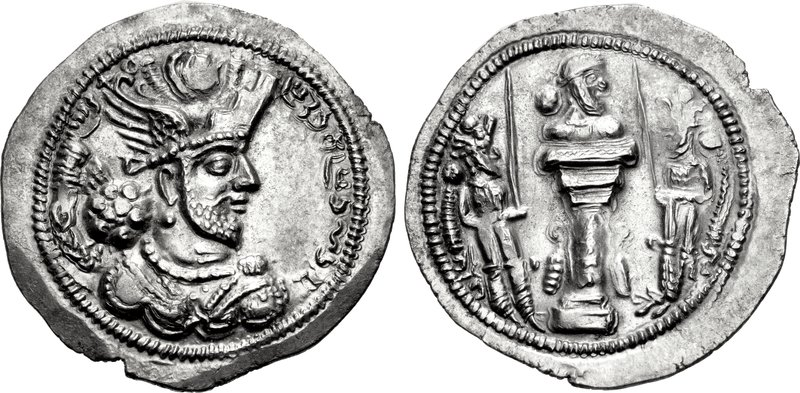
Dracma de r.

Amazaspes viveu no início do século IV. Nenhum texto dá o nome de seu pai. Segundo Cyril Toumanoff, quiçá era irmão e sucessor do asparapetes Artaxias, filho de Manuel, enquanto Christian Settipani diz que era filho de Artaxias e neto de Manuel. Serviu por 45 anos, mas é quase desconhecido. É lembrado pelo casamento com Isaacanus, única filha e herdeira do católico Isaque I, garantindo reforço à posição de sua prole. Foi por isso que um de seus filhos recebeu do xainxá Vararanes IV (r. 388–399), após a morte de Isaque I Bagratúnio, o ofício de aspetes, enquanto o ofício de asparapetes era herdado pelos Mamicônios sob os arsácidas. Desse modo, sua família se elevou à quinta posição entre as famílias nacarares. A união fundiu o patrimônio mamicônida ao da família gregórida, ou seja, de Gregório, o Iluminador, que era composto dos principados de Acilisena, Bagrauandena e Taraunitis-Astisata, o que permitiu aos Mamicônios recolherem o legado moral da família catolicossal, que serviu aos três filhos nascidos do casal:
- Vardanes II;
- Maictes;
- Amazaspiano II.